# Instituto Histórico da Ilha Terceira
O Instituto Histórico da Ilha Terceira (IHIT) é uma associação cultural de natureza privada, dedicada à investigação e divulgação da História dos Açores, organizada sob a forma de academia. Foi fundada em 1942 na cidade de Angra do Heroísmo, nos Açores, onde mantém a sua sede num anexo do extinto Convento de São Francisco de Angra.

## Origem
A fundação do IHIT surgiu no contexto da revitalização do panorama cultural açoriano que começava a despontar modestamente na década de 1940, em particular na cidade de Angra e em torno da actividade do Seminário Episcopal de Angra.
Foi então interpretada como uma resposta local, no contexto do Distrito Autónomo de Angra do Heroísmo e muito ligada aos órgãos distritais, à não inclusão das matérias relacionadas com a cultura no elenco das competências da Junta Geral fixadas pelo Decreto-Lei n.º 37 501, de 31 de Dezembro de 1940, que aprovou o Estatuto dos Distritos Autónomos das Ilhas Adjacentes, em desenvolvimento da Lei de Bases da Administração do Território das Ilhas Adjacentes, aprovada pela Lei n.º 1967, de 30 de Abril de 1938.
Num período em que a única agremiação científica e académica existente nos Açores, desde 1932, era Sociedade Afonso Chaves, em Ponta Delgada, o IHIT foi uma instituição pioneira nos Açores, quase de imediato seguida pela criação do Instituto Cultural de Ponta Delgada, no Distrito Autónomo de Ponta Delgada, e do Núcleo Cultural da Horta, no Distrito Autónomo da Horta. A esta lista distrital veio-se depois juntar o Instituto Açoriano de Cultura, em Angra do Heroísmo.
Estiveram na génese do Instituto o etnólogo Luís da Silva Ribeiro e o meteorologista e naturalista José Agostinho, homens que, para além da sua actividade como estudiosos da realidade açoriana, desenvolviam importante acção de divulgação científica através de conferências e da publicação de artigos de carácter científico na imprensa e na nascente rádio local (o Rádio Clube de Angra).
Dadas as limitações às liberdades cívicas impostas pelo Estado Novo, a criação do Instituto só foi possível obtida a anuência das autoridades governamentais, que, diga-se, o apoiaram e colocaram sob a égide da Junta Geral, a qual passou a financiar com regularidade as actividades culturais, e em particular editoriais, da instituição.
Logo de início o Instituto organizou-se soba a forma de academia, com um número limitado de sócios agrupados em membros de número (os sócios efectivos), membros correspondentes e sócios honorários (categoria destinada aos mecenas e como recompensa pelo apoio político).
Com o surgimento da autonomia constitucional açoriana e a unificação da administração política do arquipélago, os estatutos e o regulamento interno do Instituto foram reformulados em 1985, retirando-lhe as marcas distritais, mas mantendo o carácter de academia, com limitação do número de sócios, e o seu cunho de instituição privada assente no trabalho voluntário dos seus membros.

### Os fundadores
Os Estatutos do Instituto Histórico da Ilha Terceira, que criavam a nova instituição, foram aprovados no início de Dezembro de 1942 por alvará do Governo do Distrito Autónomo de Angra do Heroísmo.
A proposta vinha assinada por vinte sócios fundadores, os primeiros membros efectivos da academia. A lista desses sócios é reveladora da composição da intelectualidade angrense da época, congregando um grupo heterogéneo que abrangia individualidades com percursos políticos, sociais e culturais muito diversos, mas todos com relevante participação na vida cívica e cultural local. Eram eles:
- Cândido Pamplona Forjaz (1901-1987), futuro Governador Civil;
- Elmiro Borges da Costa Mendes (1904-1954);
- Francisco Coelho Maduro Dias (1904-1986);
- Francisco Garcia da Rosa (1893-1958);
- Francisco Lourenço Valadão (1889-1969);
- Frederico Lopes da Silva (1896-1979);
- Gervásio Lima (1876-1945), o mais velho do grupo;
- Henrique Brás (1884-1947);
- João Carlos da Costa Moniz (1882-1955);
- Joaquim Esteves Lourenço (1908-1993), o mais jovem do grupo;
- Joaquim Moniz de Sá Corte-Real e Amaral (1889-1987);
- José Agostinho (1888-1978);
- José Augusto Pereira (1885-1969);
- Luís da Silva Ribeiro (1882-1959);
- Manuel Cardoso do Couto (1893-1953);
- Manuel de Sousa Meneses (1892-1958);
- Miguel Cristóvão de Araújo (1895-1972);
- Raimundo Belo (1897-1958);
- Ramiro Machado (1897-1945);
- Teotónio Machado Pires (1902-1987), futuro Governador Civil.

Eram quase todos licenciados pelas Universidades portuguesas ou pelas Pontifícias de Roma (no caso dos sacerdotes). Os militares eram oficiais também considerados de formação superior nas respectivas Academias militares. Apenas Maduro Dias, Gervásio Lima, João Carlos Moniz, José Augusto Pereira e Raimundo Belo não possuíam formação universitária sendo, contudo, autodidactas com nome bem firmado na actividade literária, artística e jornalística local. Entre o já largo número de sócios da instituição, muitos foram destacados historiadores, etnógrafos e folcloristas, com destaque para Luís Machado Drumond. Entre os sócios correspondentes contam-se Vitorino Nemésio, Wilhelm Giese e Francis Millet Rogers.

## Actividadade institucional
A actividade do Instituto desenvolve-se em dois vectores principais: a investigação histórica e etnográfica, publicada no seu Boletim, e a divulgação e extensão cultural através da edição de obras de caráter histórico e etnográfico e da realização de eventos culturais abertos ao público.

### Actividade editorial
O Instituto Histórico da Ilha Terceira publica um boletim anual, o Boletim do Instituto Histórico da Ilha Terceira, incluindo fundamentalmente estudos de carácter histórico e etnográfico de relevância para os Açores, elaborados pelos seus sócios efectivos e correspondentes, e as actas e comunicações mais relevantes apresentadas em congressos e colóquios organizados sob a égide da instituição.
Para além do Boletim, o Instituto tem publicado numerosas obras da autoria dos seus membros e procedido à edição de trabalhos históricos inéditos ou à reedição de obras antigas. Entre essas publicações destacam-se: 
- Ilha Terceira – Notas Etnográficas, de Frederico Lopes da Silva (1980);
- Obras completas, de Luís da Silva Ribeiro (3 volumes 1982),
- The image of the Azorean, de Mary T. Vermette (1984),
- Ruas da Cidade e outros escritos de Henrique Brás (1985),
- Os Açores e o domínio filipino, de Avelino Freitas de Meneses (2 volumes, 1987);
- Tradições e festas populares da freguesia dos Altares, de Inocêncio Romeiro Enes (1988);
- Apontamentos para a História dos Açores, de Francisco Ferreira Drummond (com leitura e transcrição do manuscrito por José Guilherme Reis Leite) (1990).
- Fenix Angrence, de Manuel Luís Maldonado (com leitura e transcrição do manuscrito seiscentista por Hélder Parreira de Sousa Lima) (1.º volume em 1989, 2.º volume em 1990 e o 3.º e último volume 1998).

### Conferências, seminários e outros eventos
Ao longo dos anos o Instituto tem organizado diversos eventos, muitos de carácter e com projecção internacional, sobre história e etnografia dos Açores. Entre esses eventos avulta a série Os Açores e o Atlântico, iniciada em 1983 e continuada em 1987, 1990 e 1993. Marcante foi também o congresso internacional Os impérios do Espírito Santo e a simbólica do Império, realizado em 1984.
Em 1995, com a presença do Presidente da República de Portugal, realizou um congresso subordinado à temática O mundo do Infante D. Henrique, o qual constitui a contribuição da Região Autónoma dos Açores para as comemorações do centenário henriquino. 

### A classificação de Angra como Património da Humanidade
O Instituto teve um papel relevante, mesmo determinante, na condução do processo que nos anos de 1981 a 1983, no seguimento da destruição causada pelo Terramoto de 1980, levou à inclusão da Zona Central de Angra do Heroísmo na Lista do Património Mundial da UNESCO.
Foi também de grande importância o papel do instituto na difusão dos valores de conservação do património construído, particularmente no decurso da grande reconstrução pós-terramoto (80% dos imóveis da cidade ficaram gravemente danificados).
No contexto desse trabalho, a partir de 1991 o Instituto passou a albergar o Centro UNESCO dos Açores, o que veio permitir uma maior abertura ao público e o concurso de colaboradores especializados, independentemente da categoria, estatutariamente limitada, de sócios efectivos.